# Montigny-lès-Cormeilles
Pour les articles homonymes, voir Montigny.
Montigny-lès-Cormeilles est une commune française, située dans le département du Val-d'Oise, en région Île-de-France.

## Géographie

### Localisation

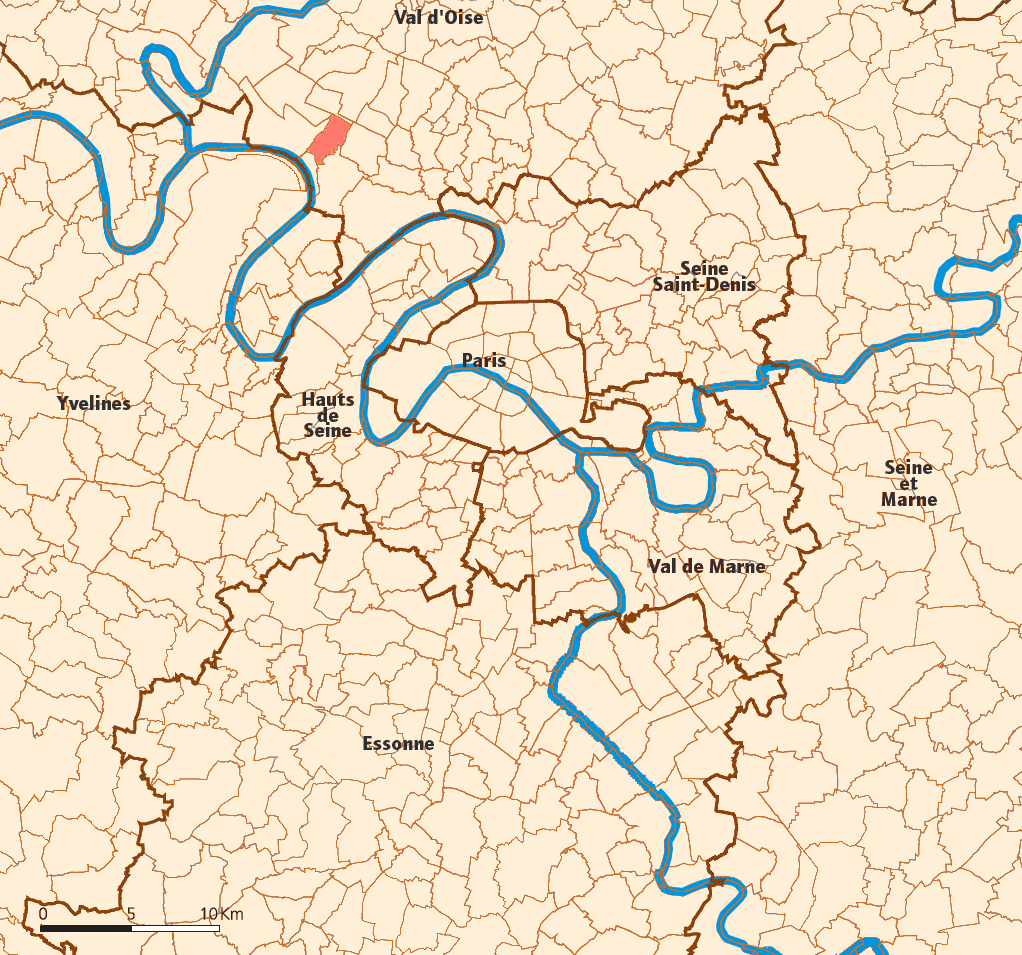
La commune dans la région parisienne.

Montigny-lès-Cormeilles est une commune périurbaine située à 25 km au nord-ouest de Paris, à 10 km au sud-est de Pontoise.
La commune se trouve dans l'aire urbaine de Paris, ainsi que dans sa unité urbaine et dans son bassin de vie. Elle fait partie de la zone d'emploi de Cergy-Vexin.

### Communes limitrophes
Les communes limitrophes sont Cormeilles-en-Parisis, La Frette-sur-Seine, Franconville, Herblay-sur-Seine, Pierrelaye, Beauchamp et Le Plessis-Bouchard.
| Pierrelaye        | Beauchamp               | Franconville          |
| Herblay-sur-Seine | Montigny-lès-Cormeilles |                       |
|                   | La Frette-sur-Seine     | Cormeilles-en-Parisis |

### Géologie et relief
La superficie de la commune est de 4,07 km2 ; son altitude varie de 61  à   188 mètres.
Le vieux village est situé sur le versant nord /nord-ouest des buttes du Parisis qui sont formées de marne argileuse et de sables de Fontainebleau.
Certaines rues et chemins du vieux village ont une pente très forte, surtout sur la face ouest qui descend vers la RD 392.

### Climat
Pour des articles plus généraux, voir Climat de l'Île-de-France et Climat du Val-d'Oise.
En 2010, le climat de la commune est de type climat océanique dégradé des plaines du Centre et du Nord, selon une étude du CNRS s'appuyant sur une série de données couvrant la période 1971-2000. En 2020, Météo-France publie une typologie des climats de la France métropolitaine dans laquelle la commune est dans une zone de transition entre le climat océanique et le climat océanique altéré et est dans la région climatique Sud-ouest du bassin Parisien, caractérisée par une faible pluviométrie, notamment au printemps (120 à 150 mm) et un hiver froid (3,5 °C).
Pour la période 1971-2000, la température annuelle moyenne est de 11,4 °C, avec une amplitude thermique annuelle de 15 °C. Le cumul annuel moyen de précipitations est de 658 mm, avec 10,4 jours de précipitations en janvier et 7,7 jours en juillet. Pour la période 1991-2020, la température moyenne annuelle observée sur la station météorologique la plus proche, située sur la commune de Pontoise à 9 km à vol d'oiseau, est de 12,5 °C et le cumul annuel moyen de précipitations est de 666,7 mm,. Pour l'avenir, les paramètres climatiques de la commune estimés pour 2050 selon différents scénarios d'émission de gaz à effet de serre sont consultables sur un site dédié publié par Météo-France en novembre 2022.

### Milieux naturels et biodiversité
Montigny-lès-Cormeilles bénéficie d'un patrimoine végétal de 55 hectares, dont 25 hectares d'espaces verts et 30 hectares d'espaces boisés ouverts au public.
Quelque 44 000 arbres sont répartis sur le territoire communal et la municipalité développe une politique active de végétalisation. Plusieurs aides financières au verdissement sont accessibles aux habitants, notamment l'aide à la plantation d'arbres (dispositif Plant' un arbre).

## Urbanisme

### Typologie
Au 1er janvier 2024, Montigny-lès-Cormeilles est catégorisée grand centre urbain, selon la nouvelle grille communale de densité à sept niveaux définie par l'Insee en 2022.
Elle appartient à l'unité urbaine de Paris, une agglomération inter-départementale regroupant 407 communes, dont elle est une commune de la banlieue,,.
Par ailleurs la commune fait partie de l'aire d'attraction de Paris, dont elle est une commune du pôle principal,. Cette aire regroupe 1 929 communes,.

### Occupation des sols

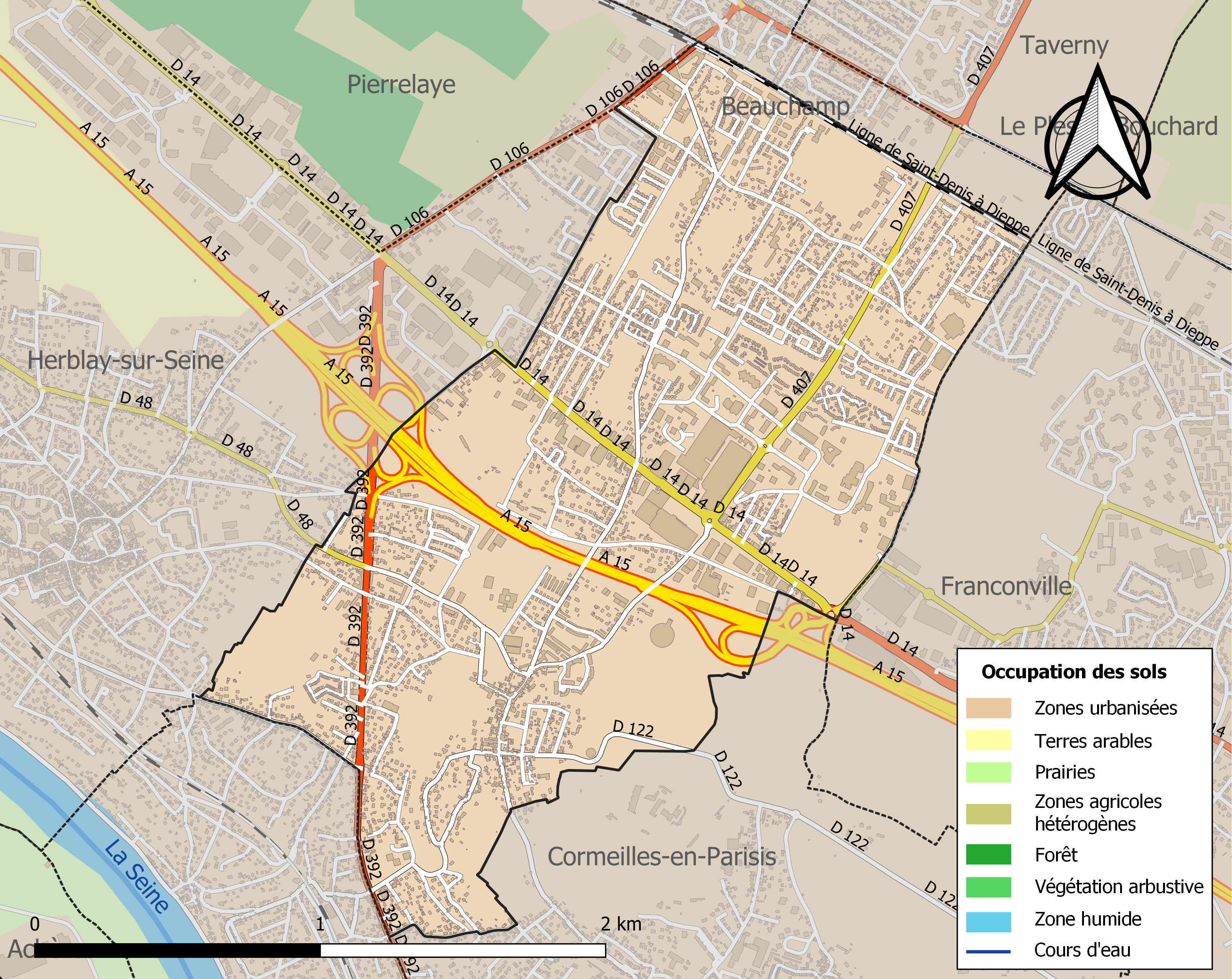
Carte des infrastructures et de l'occupation des sols de la commune en 2018 (CLC).

### Habitat et logement
En 2021, le nombre total de logements dans la commune était de 8 102, alors qu'il était de 7 401 en 2016 et de 6 843 en 2011.
Parmi ces logements, 95,6 % étaient des résidences principales, 0,7 % des résidences secondaires et 3,7 % des logements vacants. Ces logements étaient pour 43,7 % d'entre eux des maisons individuelles et pour 56 % des appartements.
Le tableau ci-dessous présente la typologie des logements à Montigny-lès-Cormeilles en 2021 en comparaison avec celle du Val-d'Oise et de la France entière. Une caractéristique marquante du parc de logements est ainsi la faible proportion des résidences secondaires et logements occasionnels (0,7 %) par rapport au département (1,5 %) et à la France entière (9,7 %).
| Typologie                                               | Montigny-lès-Cormeilles | Val-d'Oise | France entière |
| ------------------------------------------------------- | ----------------------- | ---------- | -------------- |
| Résidences principales (en %)                           | 95,6                    | 92,4       | 82,2           |
| Résidences secondaires et logements occasionnels (en %) | 0,7                     | 1,5        | 9,7            |
| Logements vacants (en %)                                | 3,7                     | 6          | 8,1            |

### Voies de communication et transports
Les voies routières les plus importantes en trafic qui traversent la commune sont l'autoroute A15 (2×3 voies), la départementale 14 qui traverse une importante zone commerciale et la départementale 392.
Deux gares SNCF desservent la ville : la gare de Montigny - Beauchamp (Transilien H et RER C) au nord et celle de La Frette - Montigny (Ligne J du Transilien) au sud.

## Toponymie
Le nom de la localité est attesté sous la forme Montigneium juxta villam de Cormellis en 1200, Montiliacus, Montiniacus, Montignacum en 1207 au XIIIe siècle.
Albert Dauzat et à sa suite Ernest Nègre assignent une même origine à tous les Montigny, qui viendraient d'une même forme *Montaniacum : le nom de personne roman *Montanius auquel on a adjoint le suffixe d'origine gaulois -acum. Il s'agirait donc du nom d'un domaine rural de l'ancienne Gaule, et la première attestation de Montigny-lès-Cormeilles remonterait à l'an 862 sous la forme Montiniacus. Même opinion chez Marie-Thérèse Morlet qui cite nommément Montigny-les-Cormeilles. Le fait de savoir si tel ou tel *Montaniacum est formé sur un anthroponyme (« domaine de Montanius ») ou sur un nom commun (« domaine montagneux »), l'un et l'autre dérivé de mons peut néanmoins être source de discussion. Le fait que le vieux village soit situé sur la butte de Cormeilles (parfois appelée La Montagne), est un élément à prendre en compte et Michel Roblin y voit un dérivé du bas latin montanea « montagne » suivi du suffixe -acum au sens locatif qu'il possède à l'origine.
La liaison lès signifie « près de » et se rapporte à Cormeilles-en-Parisis qui est le chef-lieu de canton de Montigny-lès-Cormeilles. L'élément Cormeilles quant à lui est dérivé du nom du cormier, un arbre très commun sur la butte très justement appelée « Butte de Cormeilles ».

## Histoire

### Moyen Âge
Charlemagne a cédé Montigny à l'abbaye de Saint-Denis qui en a conservé la propriété jusqu'à la Révolution.

### Époque contemporaine
Montigny a été source d'inspiration pour certains peintres, par exemple Jean-Baptiste Camille Corot, qui a peint l'auberge Corot (aujourd'hui un espace destiné à accueillir des expositions) située sur la place de l'église, ou encore Maurice Utrillo.
En 1922, la commune de Beauchamp est créée par détachement de parties des territoires de celles de  Pierrelaye, Taverny et de Montigny-lès-Cormeilles.
Une source fut exploitée en affermage jusque dans les années 1980 dans le village même, avec embouteillage et commercialisation du produit. Elle a été fermée à cause d'un manque de mise aux normes et de la vétusté des installations et du bâtiment qui a été démoli. Les travaux ont coûté environ 2 millions d'euros[réf. nécessaire].

## Politique et administration

### Rattachements administratifs et électoraux

#### Rattachements administratifs
Antérieurement à la loi du 10 juillet 1964, la commune faisait partie du département de Seine-et-Oise. La réorganisation de la région parisienne en 1964 fit que la commune appartient désormais au département du Val-d'Oise après un transfert administratif effectif au 1er janvier 1968.
Initialement rattachée à l'arrondissement de Pontoise du Val-d'Oise, Montigny-lès-Cormeilles fait partie de l'arrondissement d'Argenteuil en 1976
Elle faisait partie de 1793 à 1964 du canton d'Argenteuil, année où elle intègre le canton de Cormeilles-en-Parisis de Seine-et-Oise. Lors de la mise en place du Val-d'Oise, elle est rattachée en 1967 au nouveau canton d'Argenteuil puis, en 1976, au  canton de Cormeilles-en-Parisis. Dans le cadre du redécoupage cantonal de 2014 en France, cette circonscription administrative territoriale a disparu, et le canton n'est plus qu'une circonscription électorale.

#### Rattachements électoraux
Pour les élections départementales, la commune est membre depuis 2014 du canton d'Herblay-sur-Seine
Pour l'élection des députés, elle fait partie depuis 1988 à la troisième circonscription du Val-d'Oise.

### Intercommunalité
Montigny-lès-Cormeilles était membre fondateur de la communauté de communes du Parisis, créée fin 2005 et transformée fin 2010 en communauté d'agglomération sous le nom de communauté d'agglomération du Parisis.
Dans le cadre de la mise en œuvre de la loi MAPAM du 27 janvier 2014, qui prévoit la généralisation de l'intercommunalité à l'ensemble des communes et la création d'intercommunalités de taille importante, le préfet de la région d'Île-de-France approuve le 4 mars 2015 un schéma régional de coopération intercommunale qui prévoit notamment « l'extension du périmètre de la communauté d'agglomération Le Parisis aux communes de Frépillon, Saint-Leu-la-Forêt, Le Plessis-Bouchard, Ermont et Eaubonne ».
En conséquence est créée le 1er janvier 2016 la communauté d'agglomération Val Parisis dont est désormais membre la commune.

### Tendances politiques et résultats
Lors du second tour des élections municipales de 2014 dans le Val-d'Oise, la liste MUP-PS menée par le maire sortant Jean-Noël Carpentier obtient la majorité absolue des suffrages, avec 2 894 voix (50,10, 25 conseillers municipaux élus dont 6 communautaires), devançant de 12 voix celle UMP-UDI-MoDem menée par Modeste Marques, qui a recueilli 2 882 voix (49,90 %, 8 conseillers municipaux élus dont 1 communautaire).
Lors de ce scrutin, 47,07 % des électeurs se sont abstenus.
Lors du second tour des élections municipales de 2020 dans le Val-d'Oise, la liste MdP-LREM-PS-UÉ-GÉ menée par le maire sortant Jean-Noël Carpentier remporte la majorité absolue des suffrages exprimés, avec 2 421 voix (54,49 %, 27 conseillers municipaux élus dont 6 communautaires), devançant largement celle DVD menée par Modeste Marques — qui avait bénéficié de la fusion de la liste SE du premier tour menée par Jeanne Docteur — qui obtient 2 022 voix (45,50 %, 8 conseillers municipaux élus dont 1 communautaire.
Lors de ce scrutin marqué par la crise de la Pandémie de Covid-19 en France, 61,90 % des électeurs se sont abstenus,,.
Le candidat battu  Modeste Marques a contesté, comme en 2014, le résultat de ces élections, alléguant « une campagne délétère », « des irrégularités commises dans les bureaux de vote » et « une utilisation des moyens de la commune pour faire campagne pour monsieur Carpentier ». Ces griefs sont rejetés par le tribunal administratif en mars 2020, qui juge que les points soulevés n'étaient pas de nature à annuler les élections, et confirme la régularité de l'élection.

### Liste des maires
| Période       | Période                       | Identité                          | Étiquette    | Qualité |
| ------------- | ----------------------------- | --------------------------------- | ------------ | --- |
| 1790          | 1791                          | Denis Quartier                    |              | |
| 1791          | 1792                          | Louis Baudin                      |              | |
| 1792          | 1800                          | Jean-Guillaume Fleurier           |              | |
| 1800          | 1806                          | Louis Baudin                      |              | |
| 1806          | 1813                          | Jean-François Reveche Duperon     |              | |
| 1813          | 1820                          | Pierre Rippert                    |              | |
| 1820          | 1827                          | Pierre-Louis Dagoty               |              | |
| 1827          | 1828                          | Régis-Auguste de Foucault         |              | |
| 1828          | 1831                          | Pierre-François Guillaume Boullay |              | |
| 1831          | 1838                          | Jean-Vincent Legat                |              | |
| 1838          | 1855                          | P.F.G. Boullay                    |              | |
| 1855          | 1858                          | René Duvoir                       |              | |
| 1858          | 1867                          | Barthélémy Vielle                 |              | |
| 1867          | 1870                          | Jean-Marie Pilleux                |              | |
| 1870          | 1873                          | Gabriel Vielle                    |              | |
| 1873          | 1875                          | Émile Bonnaud                     |              | |
| 1875          | 1879                          | Eugène Foulon                     |              | |
| 1879          | 1880                          | François Binet                    |              | |
| 1880          | 1889                          | Gustave Michel                    |              | |
| 1889          | 1901                          | Alexandre Aubert                  |              | |
| 1901          | 1917                          | Charles Alexandre Douglas Read    |              | |
| 1917          | 1919                          | Auguste Charlot                   |              | |
| 1919          | 1922                          | Victor Bordier                    |              | |
| 1922          | 1925                          | Auguste Charlot                   |              | |
| 1925          | 1945                          | Victor Bordier                    |              | |
| mai 1945      | octobre 1947                  | Robert Ménière                    | PCF          | |
| octobre 1947  | mars 1959                     | Paul Metten                       |              | |
| mars 1959     | mars 1965                     | Marcel Tache                      |              | |
| mars 1965     | mars 1971                     | André Clement                     |              | |
| mars 1971     | mars 1977                     | Robert Mulot                      |              | Chef d'entreprise Ancien vice-président du tribunal de commerce de Bobigny |
| mars 1977     | mars 2009,                    | Robert Hue                        | PCF puis MUP | Infirmier Secrétaire national puis président du PCF (1994 → 2003) Conseiller général de Cormeilles-en-Parisis (1988 → 2001) Député du Val-d'Oise (5e. circ) (1997 → 2002) Sénateur du Val-d'Oise (2004 → 2017) Démissionnaire |
| mars 2009     | novembre 2024                 | Jean-Noël Carpentier,             | PCF puis MdP | Cadre du secteur privé Député du Val-d'Oise (3e circ.) (2012 → 2017) Mort en fonction |
| décembre 2024 | En cours (au 5 décembre 2024) | Miloud Goual                      | DVG          | Chef d’entreprise dans l’informatique |

## Équipements et services publics

### Espaces publics
En 2019, la Ville a obtenu sa 2e fleur au concours national des Villes et villages fleuris (VVF).

### Justice, sécurité, secours et défense
La commune fait partie de la juridiction d’instance de Sannois, et de grande instance ainsi que de commerce de Pontoise[réf. nécessaire].

## Population et société
Tout comme ceux de Montigny-le-Bretonneux dans les Yvelines, les habitants se nomment les Ignymontains et Ignymontaines.

### Démographie
L'évolution du nombre d'habitants est connue à travers les recensements de la population effectués dans la commune depuis 1793. Pour les communes de plus de 10 000 habitants les recensements ont lieu chaque année à la suite d'une enquête par sondage auprès d'un échantillon d'adresses représentant 8 % de leurs logements, contrairement aux autres communes qui ont un recensement réel tous les cinq ans,.

En 2022, la commune comptait 22 390 habitants, en évolution de +6,99 % par rapport à 2016 (Val-d'Oise : +4 %, France hors Mayotte : +2,11 %).
| 1793 | 1800 | 1806 | 1821 | 1831 | 1836 | 1841 | 1846 | 1851 |
| ---- | ---- | ---- | ---- | ---- | ---- | ---- | ---- | ---- |
| 280  | 369  | 347  | 376  | 464  | 581  | 472  | 487  | 538  |

| 1856 | 1861 | 1866 | 1872 | 1876 | 1881 | 1886 | 1891 | 1896 |
| ---- | ---- | ---- | ---- | ---- | ---- | ---- | ---- | ---- |
| 505  | 526  | 581  | 577  | 682  | 781  | 806  | 705  | 811  |

| 1901 | 1906 | 1911  | 1921  | 1926  | 1931  | 1936  | 1946  | 1954  |
| ---- | ---- | ----- | ----- | ----- | ----- | ----- | ----- | ----- |
| 791  | 858  | 1 059 | 1 456 | 2 201 | 2 852 | 3 180 | 3 166 | 4 158 |

| 1962  | 1968  | 1975  | 1982   | 1990   | 1999   | 2006   | 2011   | 2016   |
| ----- | ----- | ----- | ------ | ------ | ------ | ------ | ------ | ------ |
| 5 555 | 7 022 | 8 288 | 13 644 | 17 012 | 17 183 | 18 935 | 19 442 | 20 927 |

| 2021   | 2022   | - | - | - | - | - | - | - |
| ------ | ------ | - | - | - | - | - | - | - |
| 22 603 | 22 390 | - | - | - | - | - | - | - |

## Culture locale et patrimoine

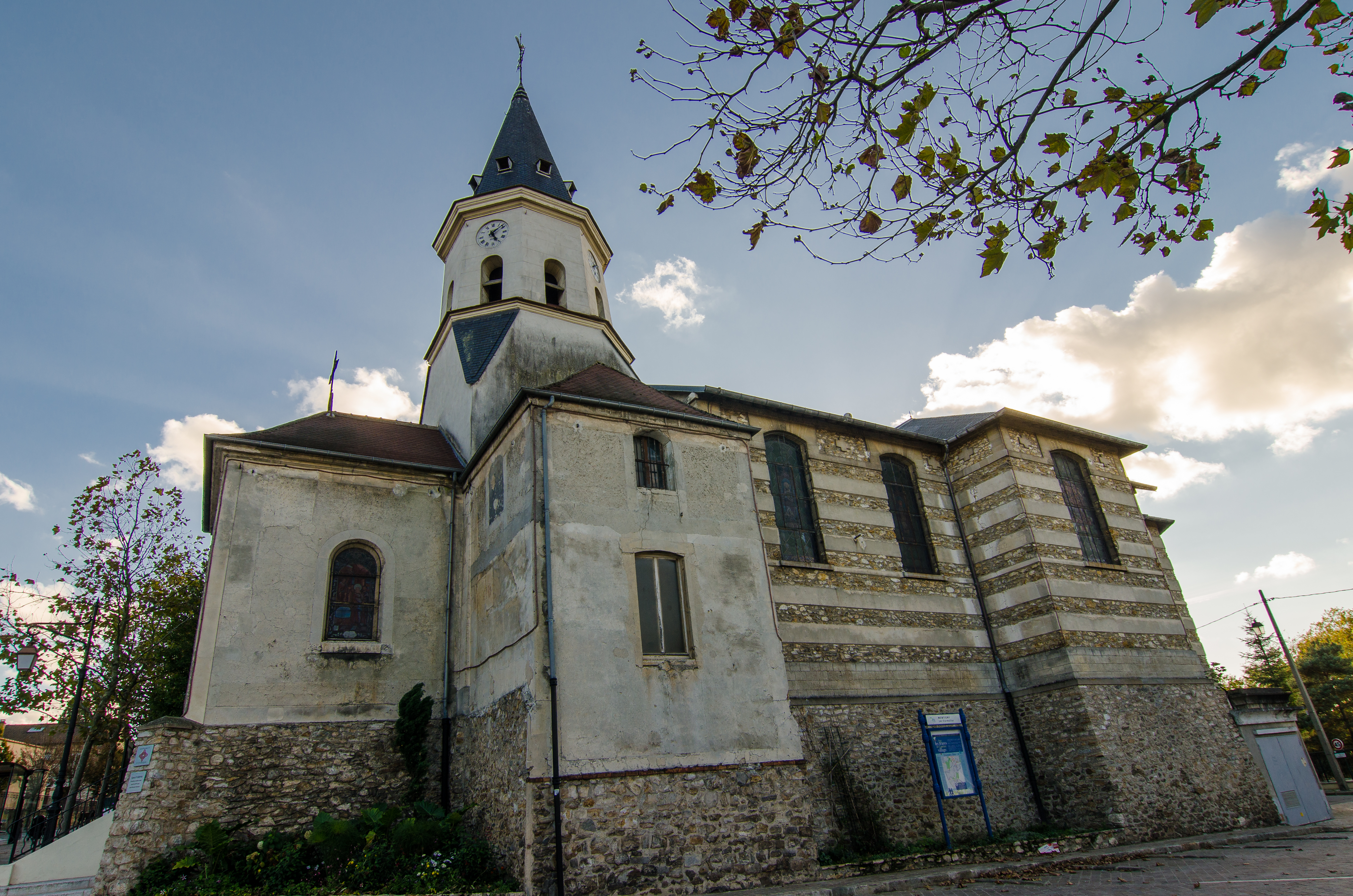
L'église Saint-Martin.

### Lieux et monuments
Aucun monument historique classé ou inscrit n'est présent sur le territoire communal.
La commune comporte cependant des bâtiments notables :
- Manoir Plisson, rue Fortué-Charlot

Cette villa de la fin du XIXe siècle abrite la mairie depuis 1939.
- Église Saint-Martin

L'église primitive de Montigny n'a été construite qu'en 1710 sur le même emplacement, mais elle menace déjà ruine vers le milieu du XIXe siècle.
Une nouvelle église fut construite et terminée en 1898, selon les plans dessinés par Marcel Lambert, architecte en chef du domaine de Versailles et des Trianons. Seul le clocher du XVIIIe siècle a été conservé, qui a la particularité d'être octogonal. L'église contient un riche mobilier dont plusieurs éléments sont classés au titre d'oblets historiques.

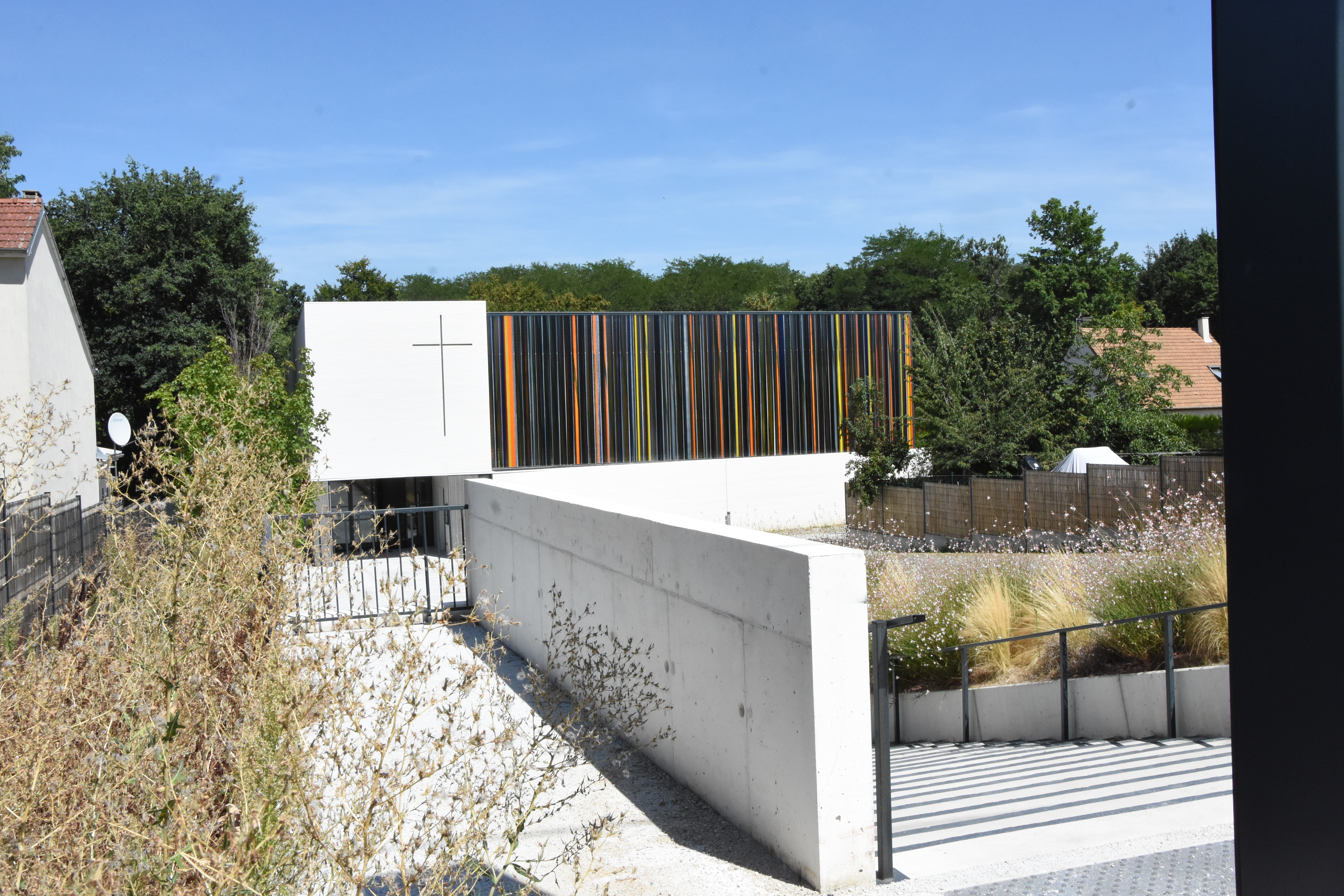
Église Saint-Joseph.

- Église Saint-Joseph, 53, rue de la République, consacrée en 2019

Conçue par le cabinet d’architectes Enia en remplacement d'une chapelle construite en 1979 et devenue vétuste et trop petite. Le nouveau lieu de culte, financé par la communauté catholique, est dotée d’une architecture moderne où le bois et le verre sont très présents et peut accueillir 300 fidèles,. L'église possède 120 m2 de vitraux uniques au monde car fixés sans structure métallique. Ces derniers ont été imaginés par l'artiste Thierry Boissel et fabriqués dans les fours spéciaux des ateliers Peters en Allemagne.
- Maison du Coq Hardi

Située près du quartier de la Croix Blanche, elle présente sous le toit la peinture d'un coq écrasant un serpent.
- Belles villas de l'architecte Henri Lecoeur (1867-1951)

Construites vers 1920 au no 2 rue de la Halte et la Belle-Isloise au no 7 rue du Panorama.
- De nombreuses propriétés privées ou lotissement privé ou copropriété sont implantés à Montigny

Le Hameau du Parisis (situé à la hauteur  de la rue E.-Degas), les Arcades (situé derrière l'école Van Gogh, derrière la rue colette), Diderot-Marmontel (au niveau de la rue Daguerre), Les Hauts de Bruyères (situés avenue Aristide Maillol), Les Sources (situées avenue Aristide Maillol et rue du Plessis Bouchard).

### Montigny-lès-Cormeilles  dans les arts et la culture
Films tournés à Montigny-lès-Cormeille : 
- 1976 : Le Bon et les Méchants de Claude Lelouch

### Culture
La Ville propose une programmation culturelle riche et variée. Elle dispose notamment de son Centre culturel Picasso, salle de cinéma-spectacle située rue Guy-de-Maupassant, doté d'une jauge de 280 places et d'un espace d'exposition, et de l'Espace Corot - Maison des talents, grande rue au village.
Le « Salon du polar » était un événement organisé sur la commune au début du mois de décembre de chaque année entre 1997 et 2015.

### Héraldique
| Blason de Montigny-lès-Cormeilles | Blason  | Parti : d'or à la fasce ondée d'azur, au mantel du même chargé en chef d'un têtu de carrier d'argent accosté de deux fleurs de lys d'or.                       |
| Blason de Montigny-lès-Cormeilles | Détails | Symbolique : évocation de la colline où étaient les carrières à plâtre exploitées par l'abbaye de Saint-Denis ; la fasce ondée rappelle la source de Montigny. |